# Leinestraße (métro de Berlin)
Leinestraße est une station du métro de Berlin à Berlin-Neukölln. Elle a été fermée pour rénovation d'août 2013 à septembre 2014.